# Segunda Categoría de Ecuador 1983
El Campeonato Ecuatoriano de Fútbol de Segunda Categoría 1983 fue la edición n.º 10 de la tercera división del fútbol ecuatoriano, este torneo a partir de ese año se convirtió en el segundo escalafón de la pirámide del Fútbol Ecuatoriano por detrás de la Serie A y comenzaron a disputarse el 1 de noviembre de 1983 y terminó el 15 de enero de 1984 a partir de este torneo empezaron a participar también los subcampeones provinciales. El primer semestre del año se jugó los campeonatos provinciales, y en segundo semestre las Fases: Regional, Nacional y la Fase Final.
El Filanbanco lograría su primer título  que le daría la oportunidad de participar en el Campeonato Ecuatoriano de Fútbol 1984, mientras que el Esmeraldas Petrolero obtendría el primer subcampeonato.

## Sistema de campeonato
FASE PROVINCIAL (Primera Etapa)
- La Primera Fase está formada por los Campeonatos provinciales organizados por cada Asociación de Fútbol (10 en ese entonces), los campeones y vicecampeones clasificarán al Zonal Regional.

FASE REGIONAL (Segunda Etapa)
- La Zona 1 estuvo integrada por las provincias deː Azuay y Guayas.
- La Zona 2 estuvo integrada por las provincias deː El Oro y Los Ríos.
- La Zona 3 estuvo integrada por las provincias deː Manabí y Pichincha
- La Zona 4 estuvo integrada por las provincias deː Tungurahua y Chimborazo
- La Zona 5 estuvo integrada por las provincias deː Cotopaxi y Esmeraldas.

- Cada zona jugara con 4 equipos de las 2 provincias que participaran por sorteo previo en encuentros de ida y vuelta clasificara a la tercera etapa el equipo con mayor cantidad de puntos posibles.

FASE FINAL (Tercera Etapa)
- Un total de 5 clubes jugarán esta etapa.
- El Pentagonal constará con partidos de ida y vuelta (10 fechas).
- El primer equipo que logre la mayoría de puntos logrará el ascenso a la Serie A 1984.[3]

## Equipos clasificados
| Asociación         | Equipo                          | Vía de clasificación                                                                                     |
| ------------------ | ------------------------------- | --- |
| Azuay 2 cupos      | Dep.Cuenca LDU(C)               | Campeón de la Segunda Categoría de Azuay 1983 Subcampeón de la Segunda Categoría de Azuay 1983           |
| Chimborazo 2 cupos | River Plate(R) Olmedo           | Campeón de la Segunda Categoría de Chimborazo 1983 Subcampeón de la Segunda Categoría de Chimborazo 1983 |
| Cotopaxi 2 cupos   | Dep.Cotopaxi Juvenil de Salcedo | Campeón de la Segunda Categoría de Cotopaxi 1983 Subcampeón de la Segunda Categoría de Cotopaxi 1983     |
| El Oro 2 cupos     | Santos LDU(M)                   | Campeón de la Segunda Categoría de El Oro 1983 Subcampeón de la Segunda Categoría de El Oro 1983         |
| Esmeraldas 2 cupos | Esmeraldas Petrolero Juvenil    | Campeón de la Segunda Categoría de Esmeraldas 1983 Subcampeón de la Segunda Categoría de El Oro 1983     |
| Guayas 2 cupos     | Filanbanco Milagro S.C.         | Campeón de la Segunda Categoría de Guayas 1983 Subcampeón de la Segunda Categoría de Guayas 1983         |
| Los Ríos 2 cupos   | Emelrios Fluminense             | Campeón de la Segunda Categoría de Los Ríos 1983 Subcampeón de la Segunda Categoría de Los Ríos 1983     |
| Manabí 2 cupos     | Dep.del Valle Hungard           | Campeón de la Segunda Categoría de Manabí 1983 Subcampeón de la Segunda Categoría de Manabí 1983         |
| Pichincha 2 cupos  | Chacarita Puebla JR             | Campeón de la Segunda Categoría de Pichincha 1983 Subcampeón de la Segunda Categoría de Pichincha 1983   |
| Tungurahua 2 cupos | Macará Abdón Calderón           | Campeón de la Segunda Categoría de Tungurahua 1983 Subcampeón de la Segunda Categoría de Tungurahua 1983 |

## Zona 1
Los equipos de Guayas y Azuay.

### Grupo A
|  |    | Equipo       | PJ | PG | PE | PP | GF | GC | DG  | PTS |
|  | -- | ------------ | -- | -- | -- | -- | -- | -- | --- | --- |
|  | 1° | Filanbanco   | 6  | 6  | 0  | 0  | 20 | 4  | +16 | 12  |
|  | 2º | Milagro S.C. | 6  | 1  | 3  | 2  | 6  | 8  | -2  | 6   |
|  | 3º | Dep.Cuenca   | 6  | 0  | 3  | 3  | 2  | 14 | -12 | 3   |
|  | 4° | LDU(C)       | 6  | 0  | 2  | 4  | 6  | 16 | -10 | 2   |

## Partidos y resultados
| Fecha 1        | Fecha 1      | Fecha 1   | Fecha 1          |
| Fecha          | Equipo Local | Resultado | Equipo Visitante |
| -------------- | ------------ | --------- | ---------------- |
| 1 de noviembre | Milagro S.C. | 1 - 2     | Filanbanco       |
| 1 de noviembre | Dep.Cuenca   | 1 - 1     | LDU(C)           |

| Fecha 2        | Fecha 2      | Fecha 2   | Fecha 2          |
| Fecha          | Equipo Local | Resultado | Equipo Visitante |
| -------------- | ------------ | --------- | ---------------- |
| 8 de noviembre | Filanbanco   | 5 - 0     | Dep.Cuenca       |
| 8 de noviembre | LDU(C)       | 2 - 2     | Milagro S.C.     |

| Fecha 3         | Fecha 3      | Fecha 3   | Fecha 3          |
| Fecha           | Equipo Local | Resultado | Equipo Visitante |
| --------------- | ------------ | --------- | ---------------- |
| 15 de noviembre | LDU(C)       | 0 - 3     | Filanbanco       |
| 15 de noviembre | Milagro S.C. | 0 - 0     | Dep.Cuenca       |

| Fecha 4         | Fecha 4      | Fecha 4   | Fecha 4          |
| Fecha           | Equipo Local | Resultado | Equipo Visitante |
| --------------- | ------------ | --------- | ---------------- |
| 22 de noviembre | Filanbanco   | 4 - 1     | Milagro S.C.     |
| 22 de noviembre | LDU(C)       | 1 - 5     | Dep.Cuenca       |

| Fecha 5         | Fecha 5      | Fecha 5   | Fecha 5          |
| Fecha           | Equipo Local | Resultado | Equipo Visitante |
| --------------- | ------------ | --------- | ---------------- |
| 29 de noviembre | Milagro S.C. | 0 - 0     | Dep.Cuenca       |
| 29 de noviembre | LDU(C)       | 0 - 3     | Filanbanco       |

| Fecha 6        | Fecha 6      | Fecha 6   | Fecha 6          |
| Fecha          | Equipo Local | Resultado | Equipo Visitante |
| -------------- | ------------ | --------- | ---------------- |
| 4 de diciembre | Filanbanco   | 3 - 1     | Dep.Cuenca       |
| 4 de diciembre | Milagro S.C. | 2 - 1     | LDU(C)           |

## Zona 2
Los Equipos de El Oro y Los Ríos

### Grupo B
|  |    | Equipo     | PJ | PG | PE | PP | GF | GC | DG  | PTS |
|  | -- | ---------- | -- | -- | -- | -- | -- | -- | --- | --- |
|  | 1° | Santos     | 6  | 4  | 1  | 1  | 13 | 7  | +6  | 9   |
|  | 2º | LDU(M)     | 6  | 4  | 0  | 2  | 12 | 7  | +5  | 8   |
|  | 3º | Fluminense | 6  | 2  | 1  | 3  | 9  | 9  | 0   | 5   |
|  | 4° | Emelrios   | 6  | 1  | 0  | 5  | 4  | 15 | -11 | 2   |

## Partidos y resultados
| Fecha 1        | Fecha 1      | Fecha 1   | Fecha 1          |
| Fecha          | Equipo Local | Resultado | Equipo Visitante |
| -------------- | ------------ | --------- | ---------------- |
| 1 de noviembre | Santos       | 0 - 1     | LDU(M)           |
| 1 de noviembre | Emelrios     | 0 - 2     | Fluminense       |

| Fecha 2        | Fecha 2      | Fecha 2   | Fecha 2          |
| Fecha          | Equipo Local | Resultado | Equipo Visitante |
| -------------- | ------------ | --------- | ---------------- |
| 8 de noviembre | LDU(M)       | 1 - 2     | Fluminense       |
| 8 de noviembre | Emelrios     | 0 - 3     | Santos           |

| Fecha 3         | Fecha 3      | Fecha 3   | Fecha 3          |
| Fecha           | Equipo Local | Resultado | Equipo Visitante |
| --------------- | ------------ | --------- | ---------------- |
| 15 de noviembre | Santos       | 2 - 1     | Fluminense       |
| 15 de noviembre | Emelrios     | 1 - 3     | LDU(M)           |

| Fecha 4         | Fecha 4      | Fecha 4   | Fecha 4          |
| Fecha           | Equipo Local | Resultado | Equipo Visitante |
| --------------- | ------------ | --------- | ---------------- |
| 22 de noviembre | Emelrios     | 1 - 1     | Fluminense       |
| 22 de noviembre | Santos       | 2 - 1     | LDU(M)           |

| Fecha 5         | Fecha 5      | Fecha 5   | Fecha 5          |
| Fecha           | Equipo Local | Resultado | Equipo Visitante |
| --------------- | ------------ | --------- | ---------------- |
| 29 de noviembre | Santos       | 4 - 2     | Emelrios         |
| 29 de noviembre | Fluminense   | 2 - 3     | LDU(M)           |

| Fecha 6        | Fecha 6      | Fecha 6   | Fecha 6          |
| Fecha          | Equipo Local | Resultado | Equipo Visitante |
| -------------- | ------------ | --------- | ---------------- |
| 4 de diciembre | Fluminense   | 2 - 2     | Santos           |
| 4 de diciembre | LDU(M)       | 3 - 0     | Emelrios         |

## Zona 3
Los Equipos de Manabí y Pichincha

### Grupo C
|  |    | Equipo        | PJ | PG | PE | PP | GF | GC | DG  | PTS |
|  | -- | ------------- | -- | -- | -- | -- | -- | -- | --- | --- |
|  | 1° | Chacarita     | 6  | 4  | 2  | 0  | 15 | 2  | +13 | 10  |
|  | 2º | Puebla JR     | 6  | 2  | 2  | 2  | 7  | 5  | -2  | 6   |
|  | 3º | Dep.del Valle | 6  | 2  | 1  | 3  | 4  | 10 | -6  | 5   |
|  | 4° | Hungard       | 6  | 0  | 3  | 3  | 4  | 11 | -7  | 3   |

## Partidos y resultados
| Fecha 1        | Fecha 1       | Fecha 1   | Fecha 1          |
| Fecha          | Equipo Local  | Resultado | Equipo Visitante |
| -------------- | ------------- | --------- | ---------------- |
| 1 de noviembre | Dep.del Valle | 2 - 0     | Hungard          |
| 1 de noviembre | Chacarita     | 2 - 0     | Puebla JR        |

| Fecha 2        | Fecha 2      | Fecha 2   | Fecha 2          |
| Fecha          | Equipo Local | Resultado | Equipo Visitante |
| -------------- | ------------ | --------- | ---------------- |
| 8 de noviembre | Hungard      | 2 - 2     | Chacarita        |
| 8 de noviembre | Puebla JR    | 2 - 0     | Dep.del Valle    |

| Fecha 3         | Fecha 3      | Fecha 3   | Fecha 3          |
| Fecha           | Equipo Local | Resultado | Equipo Visitante |
| --------------- | ------------ | --------- | ---------------- |
| 15 de noviembre | Chacarita    | 4 - 0     | Dep.del Valle    |
| 15 de noviembre | Hungard      | 1 - 1     | Puebla JR        |

| Fecha 4         | Fecha 4      | Fecha 4   | Fecha 4          |
| Fecha           | Equipo Local | Resultado | Equipo Visitante |
| --------------- | ------------ | --------- | ---------------- |
| 22 de noviembre | Puebla JR    | 0 - 0     | Chacarita        |
| 22 de noviembre | Hungard      | 0 - 0     | Dep.del Valle    |

| Fecha 5         | Fecha 5       | Fecha 5   | Fecha 5          |
| Fecha           | Equipo Local  | Resultado | Equipo Visitante |
| --------------- | ------------- | --------- | ---------------- |
| 29 de noviembre | Dep.del Valle | 2 - 1     | Puebla JR        |
| 29 de noviembre | Chacarita     | 4 - 0     | Hungard          |

| Fecha 6        | Fecha 6       | Fecha 6   | Fecha 6          |
| Fecha          | Equipo Local  | Resultado | Equipo Visitante |
| -------------- | ------------- | --------- | ---------------- |
| 4 de diciembre | Puebla JR     | 2 - 1     | Hungard          |
| 4 de diciembre | Dep.del Valle | 0 - 3     | Chacarita        |

## Zona 4
Los Equipos de Tungurahua y Chimborazo

### Grupo D
|  |    | Equipo         | PJ | PG | PE | PP | GF | GC | DG | PTS |
|  | -- | -------------- | -- | -- | -- | -- | -- | -- | -- | --- |
|  | 1° | Olmedo         | 6  | 4  | 1  | 1  | 12 | 7  | +5 | 9   |
|  | 2º | Macará         | 6  | 3  | 0  | 3  | 14 | 11 | ̹+3 | 6   |
|  | 3º | River Plate(R) | 6  | 2  | 2  | 2  | 13 | 13 | 0  | 6   |
|  | 4° | Abdón Calderón | 6  | 1  | 1  | 4  | 7  | 16 | -9 | 3   |

## Partidos y resultados
| Fecha 1        | Fecha 1        | Fecha 1   | Fecha 1          |
| Fecha          | Equipo Local   | Resultado | Equipo Visitante |
| -------------- | -------------- | --------- | ---------------- |
| 1 de noviembre | Macará         | 3 - 1     | Abdón Calderón   |
| 1 de noviembre | River Plate(R) | 2 - 3     | Olmedo           |

| Fecha 2        | Fecha 2        | Fecha 2   | Fecha 2          |
| Fecha          | Equipo Local   | Resultado | Equipo Visitante |
| -------------- | -------------- | --------- | ---------------- |
| 8 de noviembre | Abdón Calderón | 2 - 3     | River Plate(R)   |
| 8 de noviembre | Olmedo         | 2 - 1     | Macará           |

| Fecha 3         | Fecha 3      | Fecha 3   | Fecha 3          |
| Fecha           | Equipo Local | Resultado | Equipo Visitante |
| --------------- | ------------ | --------- | ---------------- |
| 15 de noviembre | Macará       | 3 - 4     | River Plate(R)   |
| 15 de noviembre | Olmedo       | 2 - 3     | Abdón Calderón   |

| Fecha 4         | Fecha 4        | Fecha 4   | Fecha 4          |
| Fecha           | Equipo Local   | Resultado | Equipo Visitante |
| --------------- | -------------- | --------- | ---------------- |
| 22 de noviembre | Olmedo         | 0 - 0     | River Plate(R)   |
| 22 de noviembre | Abdón Calderón | 0 - 3     | Macará           |

| Fecha 5         | Fecha 5        | Fecha 5   | Fecha 5          |
| Fecha           | Equipo Local   | Resultado | Equipo Visitante |
| --------------- | -------------- | --------- | ---------------- |
| 29 de noviembre | Macará         | 1 - 2     | Olmedo           |
| 29 de noviembre | River Plate(R) | 2 - 2     | Abdón Calderón   |

| Fecha 6        | Fecha 6        | Fecha 6   | Fecha 6          |
| Fecha          | Equipo Local   | Resultado | Equipo Visitante |
| -------------- | -------------- | --------- | ---------------- |
| 4 de diciembre | Abdón Calderón | 0 - 3     | Olmedo           |
| 4 de diciembre | River Plate(R) | 2 - 3     | Macará           |

## Zona 5
Los Equipos de Cotopaxi y Esmeraldas

### Grupo E
|  |    | Equipo               | PJ | PG | PE | PP | GF | GC | DG  | PTS |
|  | -- | -------------------- | -- | -- | -- | -- | -- | -- | --- | --- |
|  | 1° | Esmeraldas Petrolero | 6  | 4  | 0  | 2  | 16 | 8  | +8  | 8   |
|  | 2º | Dep.Cotopaxi         | 6  | 3  | 1  | 2  | 12 | 10 | ̹+2  | 7   |
|  | 3º | Juvenil              | 6  | 3  | 0  | 3  | 10 | 8  | +2  | 6   |
|  | 4° | Juvenil de Salcedo   | 6  | 0  | 1  | 5  | 4  | 14 | -10 | 1   |

## Partidos y resultados
| Fecha 1        | Fecha 1              | Fecha 1   | Fecha 1            |
| Fecha          | Equipo Local         | Resultado | Equipo Visitante   |
| -------------- | -------------------- | --------- | ------------------ |
| 1 de noviembre | Esmeraldas Petrolero | 1 - 2     | Juvenil            |
| 1 de noviembre | Dep.Cotopaxi         | 1 - 1     | Juvenil de Salcedo |

| Fecha 2        | Fecha 2            | Fecha 2   | Fecha 2              |
| Fecha          | Equipo Local       | Resultado | Equipo Visitante     |
| -------------- | ------------------ | --------- | -------------------- |
| 8 de noviembre | Juvenil            | 1 - 2     | Dep.Cotopaxi         |
| 8 de noviembre | Juvenil de Salcedo | 0 - 4     | Esmeraldas Petrolero |

| Fecha 3         | Fecha 3              | Fecha 3   | Fecha 3          |
| Fecha           | Equipo Local         | Resultado | Equipo Visitante |
| --------------- | -------------------- | --------- | ---------------- |
| 15 de noviembre | Esmeraldas Petrolero | 3 - 1     | Dep.Cotopaxi     |
| 15 de noviembre | Juvenil de Salcedo   | 0 - 1     | Juvenil          |

| Fecha 4         | Fecha 4      | Fecha 4   | Fecha 4              |
| Fecha           | Equipo Local | Resultado | Equipo Visitante     |
| --------------- | ------------ | --------- | -------------------- |
| 22 de noviembre | Dep.Cotopaxi | 2 - 1     | Juvenil de Salcedo   |
| 22 de noviembre | Juvenil      | 1 - 2     | Esmeraldas Petrolero |

| Fecha 5         | Fecha 5              | Fecha 5   | Fecha 5            |
| Fecha           | Equipo Local         | Resultado | Equipo Visitante   |
| --------------- | -------------------- | --------- | ------------------ |
| 29 de noviembre | Esmeraldas Petrolero | 2 - 1     | Juvenil de Salcedo |
| 29 de noviembre | Dep.Cotopaxi         | 2 - 1     | Juvenil            |

| Fecha 6        | Fecha 6      | Fecha 6   | Fecha 6              |
| Fecha          | Equipo Local | Resultado | Equipo Visitante     |
| -------------- | ------------ | --------- | -------------------- |
| 4 de diciembre | Dep.Cotopaxi | 4 - 3     | Esmeraldas Petrolero |
| 4 de diciembre | Juvenil      | 4 - 1     | Juvenil de Salcedo   |

## Equipos Clasificados a la Fase Final (Pentagonal)
Clasificados como Primeros (Ganadores de cada Grupo)
- Filanbanco
- Chacarita
- Santos
- Olmedo
- Esmeraldas Petrolero

## Pentagonal Final
|  |  |    | Equipo               | PJ | PG | PE | PP | GF | GC | DG  | PTS |
|  |  | -- | -------------------- | -- | -- | -- | -- | -- | -- | --- | --- |
|  |  | 1º | Filanbanco           | 7  | 5  | 2  | 0  | 12 | 2  | +10 | 12  |
|  |  | 2º | Esmeraldas Petrolero | 8  | 5  | 1  | 2  | 18 | 8  | +10 | 11  |
|  |  | 3º | Chacarita            | 7  | 1  | 3  | 3  | 11 | 12 | -1  | 5   |
|  |  | 4º | Olmedo               | 7  | 1  | 3  | 3  | 8  | 10 | -2  | 5   |
|  |  | 5º | Santos               | 7  | 0  | 3  | 4  | 7  | 22 | -15 | 0   |

|  | Campeón ascendido a la Serie A 1984 |

## Partidos y resultados
| Fecha 1        | Fecha 1              | Fecha 1   | Fecha 1          |
| Fecha          | Equipo Local         | Resultado | Equipo Visitante |
| -------------- | -------------------- | --------- | ---------------- |
| 7 de diciembre | Esmeraldas Petrolero | 3 - 1     | Olmedo           |
| 7 de diciembre | Chacarita            | 6 - 0     | Santos           |

| Fecha 2         | Fecha 2      | Fecha 2   | Fecha 2              |
| Fecha           | Equipo Local | Resultado | Equipo Visitante     |
| --------------- | ------------ | --------- | -------------------- |
| 11 de diciembre | Filanbanco   | 2 - 0     | Chacarita            |
| 11 de diciembre | Santos       | 1 - 1     | Esmeraldas Petrolero |

| Fecha 3         | Fecha 3              | Fecha 3   | Fecha 3          |
| Fecha           | Equipo Local         | Resultado | Equipo Visitante |
| --------------- | -------------------- | --------- | ---------------- |
| 14 de diciembre | Esmeraldas Petrolero | 0 - 1     | Filanbanco       |
| 14 de diciembre | Olmedo               | 3 - 0     | Santos           |

| Fecha 4         | Fecha 4      | Fecha 4   | Fecha 4              |
| Fecha           | Equipo Local | Resultado | Equipo Visitante     |
| --------------- | ------------ | --------- | -------------------- |
| 18 de diciembre | Filanbanco   | 1 - 1     | Olmedo               |
| 18 de diciembre | Chacarita    | 2 - 4     | Esmeraldas Petrolero |

| Fecha 5         | Fecha 5      | Fecha 5   | Fecha 5          |
| Fecha           | Equipo Local | Resultado | Equipo Visitante |
| --------------- | ------------ | --------- | ---------------- |
| 21 de diciembre | Santos       | 1 - 5     | Filanbanco       |
| 21 de diciembre | Olmedo       | 0 - 0     | Chacarita        |

| Fecha 6         | Fecha 6      | Fecha 6   | Fecha 6              |
| Fecha           | Equipo Local | Resultado | Equipo Visitante     |
| --------------- | ------------ | --------- | -------------------- |
| 28 de diciembre | Santos       | 3 - 3     | Chacarita            |
| 28 de diciembre | Olmedo       | 2 - 4     | Esmeraldas Petrolero |

| Fecha 7    | Fecha 7              | Fecha 7   | Fecha 7          |
| Fecha      | Equipo Local         | Resultado | Equipo Visitante |
| ---------- | -------------------- | --------- | ---------------- |
| 4 de enero | Chacarita            | 0 - 0     | Filanbanco       |
| 4 de enero | Esmeraldas Petrolero | 3 - 1     | Santos           |

| Fecha 8    | Fecha 8      | Fecha 8   | Fecha 8              |
| Fecha      | Equipo Local | Resultado | Equipo Visitante     |
| ---------- | ------------ | --------- | -------------------- |
| 8 de enero | Filanbanco   | 2 - 0     | Esmeraldas Petrolero |
| 8 de enero | Santos       | 0 - 1     | Olmedo               |

| Fecha 9     | Fecha 9              | Fecha 9   | Fecha 9          |
| Fecha       | Equipo Local         | Resultado | Equipo Visitante |
| ----------- | -------------------- | --------- | ---------------- |
| 11 de enero | Olmedo               | 0 - 1     | Filanbanco       |
| 11 de enero | Esmeraldas Petrolero | 3 - 0     | Chacarita        |

| Fecha 10    | Fecha 10     | Fecha 10  | Fecha 10         |
| Fecha       | Equipo Local | Resultado | Equipo Visitante |
| ----------- | ------------ | --------- | ---------------- |
| 15 de enero | Filanbanco   | -         | Santos           |
| 15 de enero | Chacarita    | -         | Olmedo           |

### Campeón
|                                              |
| Filanbanco 1.er Título Ascendió a la Serie A |

## Tabla General
|  |     | Equipo               | PJ | PG | PE | PP | GF | GC | DG  | PTS |
|  | --- | -------------------- | -- | -- | -- | -- | -- | -- | --- | --- |
|  | 1°  | Filanbanco           | 13 | 11 | 2  | 0  | 32 | 6  | +26 | 24  |
|  | 2°  | Esmeraldas Petrolero | 14 | 9  | 1  | 4  | 34 | 16 | +18 | 20  |
|  | 3°  | Chacarita            | 13 | 5  | 5  | 3  | 26 | 14 | +12 | 15  |
|  | 4°  | Olmedo               | 13 | 5  | 4  | 4  | 20 | 17 | +3  | 14  |
|  | 5°  | Santos               | 13 | 4  | 4  | 5  | 20 | 29 | -6  | 12  |
|  | 6º  | LDU(M)               | 6  | 4  | 0  | 2  | 12 | 7  | +5  | 8   |
|  | 7º  | Dep.Cotopaxi         | 6  | 3  | 1  | 2  | 12 | 10 | ̹+2  | 7   |
|  | 8°  | Macará               | 6  | 3  | 0  | 3  | 14 | 11 | ̹+3  | 6   |
|  | 9º  | Juvenil              | 6  | 3  | 0  | 3  | 10 | 8  | +2  | 6   |
|  | 10° | Puebla JR            | 6  | 2  | 2  | 2  | 7  | 5  | -2  | 6   |
|  | 11° | River Plate(R)       | 6  | 2  | 2  | 2  | 13 | 13 | 0   | 6   |
|  | 12° | Milagro S.C.         | 6  | 1  | 3  | 2  | 6  | 8  | -2  | 6   |
|  | 13° | Fluminense           | 6  | 2  | 1  | 3  | 9  | 9  | 0   | 5   |
|  | 14º | Dep.del Valle        | 6  | 2  | 1  | 3  | 4  | 10 | -6  | 5   |
|  | 15° | Hungard              | 6  | 0  | 3  | 3  | 4  | 11 | -7  | 3   |
|  | 16° | Abdón Calderón       | 6  | 1  | 1  | 4  | 7  | 16 | -9  | 3   |
|  | 17° | Dep.Cuenca           | 6  | 0  | 3  | 3  | 2  | 14 | -12 | 3   |
|  | 18° | LDU(C)               | 6  | 0  | 2  | 4  | 6  | 16 | -10 | 2   |
|  | 19° | Emelrios             | 6  | 1  | 0  | 5  | 4  | 15 | -11 | 2   |
|  | 20° | Juvenil de Salcedo   | 6  | 0  | 1  | 5  | 4  | 14 | -10 | 1   |

PJ = Partidos jugados; PG = Partidos ganados; PE = Partidos empatados; PP = Partidos perdidos; GF = Goles a favor; GC = Goles en contra; DG = Diferencia de gol; PTS = Puntos
|  | Campeón, ascendio a la Serie A 1983. |